# Modène
Modène é uma comuna francesa na região administrativa da Provença-Alpes-Costa Azul, no departamento de Vaucluse. Estende-se por uma área de 4,73 km². Em 2010 a comuna tinha 464 habitantes (densidade: 98,1 hab./km²).